# 리날룰
리날룰(Linalool)은 수많은 꽃과 향신료 식물들에서 볼 수 있는 자연적으로 발생하는 테르펜 알코올의 2개의 광학 이성질체를 의미한다. 리날룰은 여러 상업적인 용도로 쓰이며 그 중 대부분이 기쁨을 주는 향에 기반을 둔다. 무색의 기름인 리날룰은 비순환 모노터페노이드로 분류되어 있다. 식물에서 이 물질은 대사물질이자 방향유 성분이자 항균제이자 방향 화합물이다. 리날룰은 비누, 향수, 식품 첨가물, 가전제품, 살충제의 제조에 사용된다.

## 발생

(S)-(+)-linalool (왼쪽) 및 (R)-(–)-linalool (오른쪽)

## 생합성

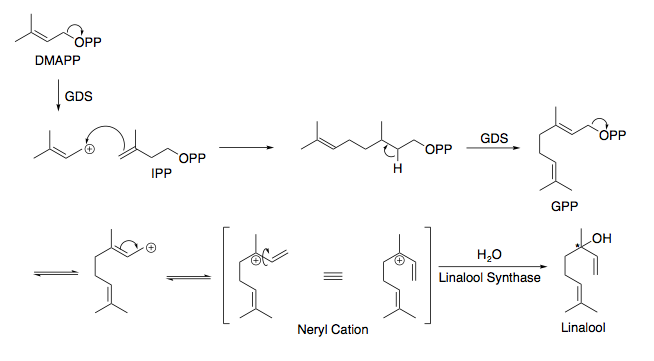

## 같이 보기
- 라벤더 오일